# Siris (entreprise)
Pour les articles homonymes, voir Siris.
Siris était un opérateur de réseau de télécommunications, fondé par Unisource NV en 1993 puis vendu à Deutsche Telecom et ensuite à LDCOM en 2003.
En 1999, son réseau s’étendait sur plus de 2 000 km avec 80 points de présence.